# Ulica Gerrard (Toronto)
Ulica Gerrard (eng. Gerrard Street) je ulica u Torontu, Ontario, Kanada. Sastoji se od dva dijela koji se povijesno nazivaju Gornji i Donji Gerrard. Donji Gerrard proteže se 6 kilometara od University Avenuea do avenije Coxwell, dok Gornji Gerrard započinje 300 metara sjeverno od istočnog završetka Donjeg Gerrarda i proteže se 4 kilometara između avenije Coxwell i ceste Clonmore, avenije Victoria Park i avenije Warden, te kroz Scarborough. 
Ulica Gerrard prolazi kroz nekoliko važnih susjedstva Toronta, kao što su okrug Discovery i Gerrard India Bazaar, najveća južnoazijska etnička enklava Toronta.

## Povijest
Ulica je nazvana prema Samuelu Gerrardu, anglo-irskom poduzetniku iz Donje Kanade. Gornji Gerrard je bio zasebna ulica zvana "Avenija Lake View", koja se nalazila u Istočnom Torontu. Ime je promijenjeno nakon što je Istočni Toronto pripojen Torontu 1908. godine.

## Prijevoz
Kroz Donji Gerrard prolazi tramvajska linija 506 Carlton koja se proteže od Ulice Parliament do avenije Coxwell, a održava ju Toronto Transit Commission (TTC). 506 Carlton zatim prolazi uz aveniju Coxwell, zatim kroz Gornji Gerrard sve do ulice Main Street gdje završava u stanice Main Street. Kroz dio ulice Gerrard koji se nalazi istočno od ulice Main Street prolazi autobusna linija 135 Gerrard, od ulice Main Street do stanice Warden.

## Vanjske poveznice
- Gerrard India Bazaar  Arhivirana inačica izvorne stranice od 20. kolovoza 2016. (Wayback Machine)
- Ulica Gerrard na OpenStreetMap-u